# Petrus Dierckx
Petrus (Pierre) Josephus Maria Antonius Dierckx (Turnhout, 10 juni 1828 - aldaar, 12 januari 1921) was een Belgisch advocaat, notaris en politicus voor de Katholieke Partij.

## Levensloop
Dierckx was een zoon van notaris en burgemeester van Turnhout Joseph Dierckx. Hij promoveerde tot doctor in de rechten (1850), doctor in de politieke en administratieve wetenschappen (1851) en kandidaat notaris (1851) aan de Katholieke Universiteit Leuven. Eerst advocaat aan de balie van Turnhout (1850-1861) volgde hij zijn vader op als notaris (1861-1890). Hij werd voorzitter van de Kamer van Notarissen van het arrondissement Turnhout.
In 1865 werd hij verkozen tot gemeenteraadslid te Turnhout, alwaar hij vanaf 1866 schepen voor financies en ambtenaar van de burgerlijke stand was. Vanaf 8 maart 1887 was hij daarnaast volksvertegenwoordiger voor het arrondissement Turnhout (in opvolging van de overleden Eugène de Zerezo de Téjada). Een mandaat dat hij vervulde tot 1900. Hij legde de eed af in het Nederlands en niet in het Frans, wat in die tijd ongebruikelijk was. In 1889 volgde hij Jacques Hoefnagels op als burgemeester van Turnhout. Hij werd in 1895 in deze hoedanigheid opgevolgd door Victor Van Hal.
Dierckx ontving op 9 juni 1888 het ereteken van ridder en in 1894 dat van officier in de Leopoldsorde. In het Stadsarchief Turnhout bevindt zich een postuum (1935, vermoedelijk in opdracht van François du Four) door Charles Vander Velpen met houtskool vervaardigd portret van hem.